# 沈橋駅
沈橋駅（しんきょうえき）は、中華人民共和国江蘇省南京市六合区金江公路と長平路の交差点にある、南京地下鉄S8号線の駅である。

## 駅名
駅名については、事業着手当初は南京地下鉄集団は「沈橋駅」の仮称を用いており、開業前に駅名が「沈橋駅」に決定したことが発表された。

## 歴史
- 2014年8月1日S8号線の駅として開業。

## 駅構造

### のりば
| 番線 | 路線             | 方面                                          | 行先          |
| ---- | ---------------- | --------------------------------------------- | ------------- |
|      | 南京地下鉄S8号線 | 卸甲甸・高新開発区・長江大橋北・柳洲南路 方面 | 浦口公園 行き |
|      | 南京地下鉄S8号線 | 八百橋・金牛湖 方面                           | 天長 行き     |

### 改札・出入口
- 1号出入口：金江公路の東側
- 2号出入口：金江公路の南側

## 駅周辺
- 長山小学
- 趙壩農荘
- 開紅養殖場

## 隣の駅
南京地下鉄
■S8号線
方州広場駅- 沈橋駅-八百橋駅